# ちこたむ
ちこたむ（女性）は、グラフィッカー・原画家・イラストレーター・同人作家である。

## 経歴
高校生の時から漫画・イラストの同人作家として活動、大学に進学するも趣味でなく本格的に絵に関わる仕事を志し中退、ゲーム関係の専門学校のコンピューターグラフィックス科に入学する。卒業後エフアンドシー株式会社の関連会社FC-G株式会社にグラフィッカーとして入社、F&Cが製作したカレンダーにイラストを寄稿、このイラストが評価され原画も担当、『魔女っ娘ア・ラ・モード』で原画家としてデビュー。その後退社しフリーのグラフィッカー・原画家として活動している。

## 人物
ペンネームの由来は高校時代にやった寸劇の役名から。ファミコン時代からのゲーム好きで『ドラゴンクエスト』や『ファイナルファンタジー』のファン。座右の銘は「小さなことからコツコツと」。

## 作風
『Canvas2』の原画を担当した折は前作の☆画野朗の絵とかけ離れないようにしたが、その時以外で他の人の絵を参考にしたり影響を受けたというのは無いと語っている。注意している点は表情（とりわけ目力）、と胸やお尻を柔らかそうに見せる事。

## 参加作品

### グラフィック
- Pia♥キャロットへようこそ!!3 (F&C)
- さくらむすび (CUFFS)
- FESTA!! -HYPER GIRLS POP- (Lass)

など

### 原画
（アダルトゲーム）
- 魔女っ娘ア・ラ・モード (F&C)
- Canvas2 〜茜色のパレット〜 (F&C)
- Canvas2 DVDEDITION (F&C)[2]
- リリカル♪りりっく（ま〜まれぇど）
- 11eyes -罪と罰と贖いの少女- (Lass)
- リリカルDS（ま〜まれぇど）
- キスと魔王と紅茶（ま〜まれぇど）
- まじからっと☆れいでぃあんと (Parasol)
- ヴァルキリーコンプレックス (CIRCUS)
- でりばらっ! -deliverance of strays- (Parasol)
- 恋妹SWEET☆DAYS (Parasol)
- 恋色マリアージュ（ま〜まれぇど）
- ゆめこい 〜夢見る魔法少女と恋の呪文〜 (Parasol)
- Clover Day's (ALcot)[3]
- 晴のちきっと菜の花びより (Parasol)[4]
- LOVEREC. (ALcot)[5]
- LOVEREC. -ミニシアターズ- (ALcot)[6]
- 初恋サンカイメ（ういんどみる）
- 彼女と俺の恋愛日常 (Parasol)
- お家に帰るまでがましまろです（ま〜まれぇど）
- 約束の夏、まほろばの夢（ういんどみる）

（一般ゲーム）
- 魔女っ娘ア・ラ・モード 唱えて、恋の魔法!（NECインターチャネル）
- Canvas2 〜虹色のスケッチ〜（角川書店）
- とらぶるツインズ -MY SWEET BROTHERS-（ドワンゴ・エージー・エンタテインメント/TeraBytes Records）
- 11eyes CrossOver (5pb.)
- eden* (minori)

### イラスト・挿絵
- 東亮太『妄想少女』シリーズ（角川書店、スニーカー文庫）
- ましろ色シンフォニー - 第3話エンドカードイラスト
- 夢澤章『幻惑のディバインドール』シリーズ（角川書店、電撃文庫）
- ガヴリールドロップアウト - 第9話エンドカードイラスト

## 同人活動
『C☆ZONE』（シーゾーン）という名前の同人サークルを主宰していたが、コミックマーケット75（2008年12月）からはサークル名を『ちこ★小屋』（ちこごや）と改めている。 